# Hockey op de Olympische Zomerspelen
Hockey is een van de sporten die in teamverband op de Olympische Zomerspelen worden beoefend.
In 1908 stond de sport voor het eerst op het programma van de Olympische Spelen. Op de edities van 1912 en 1924 ontbrak het hockey op het programma. In 1980 werd het hockey voor vrouwen aan het olympische programma toegevoegd.

## Onderdelen
| Onderdeel | 96 | 00 | 04 | 08 | 12 | 20 | 24 | 28 | 32 | 36 | 48 | 52 | 56 | 60 | 64 | 68 | 72 | 76 | 80 | 84 | 88 | 92 | 96 | 00 | 04 | 08 | 12 | 16 | 20 | 24 | Totaal |
| --------- | -- | -- | -- | -- | -- | -- | -- | -- | -- | -- | -- | -- | -- | -- | -- | -- | -- | -- | -- | -- | -- | -- | -- | -- | -- | -- | -- | -- | -- | -- | ------ |
| Mannen    |    |    |    | •  |    | •  |    | •  | •  | •  | •  | •  | •  | •  | •  | •  | •  | •  | •  | •  | •  | •  | •  | •  | •  | •  | •  | •  | •  | •  | 25     |
| Vrouwen   |    |    |    |    |    |    |    |    |    |    |    |    |    |    |    |    |    |    | •  | •  | •  | •  | •  | •  | •  | •  | •  | •  | •  | •  | 12     |
| Totaal    |    |    |    | 1  |    | 1  |    | 1  | 1  | 1  | 1  | 1  | 1  | 1  | 1  | 1  | 1  | 1  | 2  | 2  | 2  | 2  | 2  | 2  | 2  | 2  | 2  | 2  | 2  | 2  | 37     |

## Medailles

### Medaillewedstrijden

#### Mannen
| Jaar     | Finale                      | Finale       | Finale                     |                                                       | 3e / 4e plaats | 3e / 4e plaats           | 3e / 4e plaats |
| Jaar     | Goud                        | Uitslag      | Zilver                     | Brons                                                 | Uitslag        | 4e                       |                |
| -------- | --------------------------- | ------------ | -------------------------- | ----------------------------------------------------- | -------------- | ------------------------ | -------------- |
| 1908 (1) | Groot-Brittannië (Engeland) | 8-1          | Groot-Brittannië (Ierland) | Groot-Brittannië (Schotland) Groot-Brittannië (Wales) | (2)            |                          |                |
|          |                             |              |                            |                                                       |                |                          |                |
| 1920     | Groot-Brittannië            | (3)          | Denemarken                 | België                                                | (3)            | Frankrijk                |                |
|          |                             |              |                            |                                                       |                |                          |                |
| 1928     | Brits-Indië                 | 3-0          | Nederland                  | Duitsland                                             | 3-0            | België                   |                |
| 1932     | Brits-Indië                 | (4)          | Japan                      | Verenigde Staten                                      | (4)            |                          |                |
| 1936     | Brits-Indië                 | 8-1          | Duitsland                  | Nederland                                             | 4-3            | Frankrijk                |                |
|          |                             |              |                            |                                                       |                |                          |                |
| 1948     | India                       | 4-0          | Groot-Brittannië           | Nederland                                             | 1-1; 4-1       | Pakistan                 |                |
| 1952     | India                       | 6-1          | Nederland                  | Groot-Brittannië                                      | 2-1            | Pakistan                 |                |
| 1956     | India                       | 1-0          | Pakistan                   | Duitsland                                             | 3-1            | Groot-Brittannië         |                |
| 1960     | Pakistan                    | 1-0          | India                      | Spanje                                                | 2-1            | Groot-Brittannië         |                |
| 1964     | India                       | 1-0          | Pakistan                   | Australië                                             | 3-2 nv         | Spanje                   |                |
| 1968     | Pakistan                    | 2-1          | Australië                  | India                                                 | 2-1            | Bondsrepubliek Duitsland |                |
| 1972     | Bondsrepubliek Duitsland    | 1-0          | Pakistan                   | India                                                 | 2-1            | Nederland                |                |
| 1976     | Nieuw-Zeeland               | 1-0          | Australië                  | Pakistan                                              | 3-2            | Nederland                |                |
| 1980     | India                       | 4-3          | Spanje                     | Sovjet-Unie                                           | 2-1            | Polen                    |                |
| 1984     | Pakistan                    | 2-1          | Bondsrepubliek Duitsland   | Groot-Brittannië                                      | 3-2            | Australië                |                |
| 1988     | Groot-Brittannië            | 3-1          | Bondsrepubliek Duitsland   | Nederland                                             | 2-1            | Australië                |                |
| 1992     | Duitsland                   | 2-1          | Australië                  | Pakistan                                              | 4-3            | Nederland                |                |
| 1996     | Nederland                   | 3-1          | Spanje                     | Australië                                             | 3-2            | Duitsland                |                |
| 2000     | Nederland                   | 3-3 ns (5-4) | Zuid-Korea                 | Australië                                             | 6-3            | Pakistan                 |                |
| 2004     | Australië                   | 2-1 nv (sd)  | Nederland                  | Duitsland                                             | 4-3 nv (sd)    | Spanje                   |                |
| 2008     | Duitsland                   | 1-0          | Spanje                     | Australië                                             | 6-2            | Nederland                |                |
| 2012     | Duitsland                   | 2-1          | Nederland                  | Australië                                             | 3-1            | Groot-Brittannië         |                |
| 2016     | Argentinië                  | 4-2          | België                     | Duitsland                                             | 1-1 so (4-3)   | Nederland                |                |
| 2020     | België                      | 1-1 so (3-2) | Australië                  | India                                                 | 5-4            | Duitsland                |                |
| 2024     | Nederland                   | 1-1 so (3-1) | Duitsland                  | India                                                 | 2-1            | Spanje                   |                |

(1) Aan het toernooi namen zes teams deel, waaronder vier uit Groot-Brittannië.
(2) Wedstrijd om de derde plaats werd niet gespeeld, beide teams kregen een bronzen medaille.
(3) Geen finale gespeeld, finalepoule met vier teams, waarbij alle teams eenmaal tegen elkaar speelden.
(4) Toernooi met drie teams, waarbij de teams eenmaal tegen elkaar speelden.

#### Vrouwen
| Jaar | Finale           | Finale       | Finale                   |                     | 3e / 4e plaats | 3e / 4e plaats   | 3e / 4e plaats |
| Jaar | Goud             | Uitslag      | Zilver                   | Brons               | Uitslag        | 4e               |                |
| ---- | ---------------- | ------------ | ------------------------ | ------------------- | -------------- | ---------------- | -------------- |
| 1980 | Zimbabwe         | (1)          | Tsjecho-Slowakije        | Sovjet-Unie         | (1)            | India            |                |
| 1984 | Nederland        | (1)          | Bondsrepubliek Duitsland | Verenigde Staten    | (1, 2)         | Australië        |                |
| 1988 | Australië        | 2-0          | Zuid-Korea               | Nederland           | 3-1            | Groot-Brittannië |                |
| 1992 | Spanje           | 2-1          | Duitsland                | Groot-Brittannië    | 4-3            | Zuid-Korea       |                |
| 1996 | Australië        | 3-1          | Zuid-Korea               | Nederland           | 0-0 ns (4-3)   | Groot-Brittannië |                |
| 2000 | Australië        | 3-1          | Argentinië               | Nederland           | 2-0            | Spanje           |                |
| 2004 | Duitsland        | 2-1          | Nederland                | Argentinië          | 1-0            | China            |                |
| 2008 | Nederland        | 2-0          | China                    | Argentinië          | 3-1            | Duitsland        |                |
| 2012 | Nederland        | 2-0          | Argentinië               | Groot-Brittannië    | 3-1            | Nieuw-Zeeland    |                |
| 2016 | Groot-Brittannië | 3-3 so (2-0) | Nederland                | Duitsland           | 2-1            | Nieuw-Zeeland    |                |
| 2020 | Nederland        | 3-1          | Argentinië               | Groot-Brittannië    | 4-3            | India            |                |
| 2024 | Nederland        | 1-1 so (3-1) | China                    | Argentinië so (3-2) | 2-2            | België           |                |

(1) Geen finale gespeeld, toernooi met zes teams, waarbij alle teams eenmaal tegen elkaar speelden.
(2) De Verenigde Staten en Australië eindigden gelijk in het toernooi met evenveel punten en hetzelfde doelsaldo. Het onderling resultaat was niet van belang, er moesten strafballen genomen worden voor de derde plaats; uitslag: 10-5 voor de Verenigde Staten.

### Medaillespiegel
N.B. Medaillespiegel is bijgewerkt tot en met de Olympische Spelen van 2024.
| Plaats | Land                     | NOC    | Goud | Zilver | Brons | Totaal |
| ------ | ------------------------ | ------ | ---- | ------ | ----- | ------ |
| 1      | Nederland                | NED    | 8    | 6      | 6     | 20     |
| 2      | India                    | IND    | 8    | 1      | 4     | 13     |
| 3      | Australië                | AUS    | 4    | 4      | 5     | 13     |
| 4      | Duitsland                | GER    | 4    | 3      | 4     | 11     |
| 5      | Groot-Brittannië         | GBR    | 4    | 2      | 7     | 13     |
| 6      | Pakistan                 | PAK    | 3    | 3      | 2     | 8      |
| 7      | Argentinië               | ARG    | 1    | 3      | 3     | 7      |
| 8      | Spanje                   | ESP    | 1    | 3      | 1     | 5      |
| 9      | Bondsrepubliek Duitsland | FRG    | 1    | 3      | 0     | 4      |
| 10     | België                   | BEL    | 1    | 1      | 1     | 3      |
| 11     | Nieuw-Zeeland            | NZL    | 1    | 0      | 0     | 1      |
| 11     | Zimbabwe                 | ZIM    | 1    | 0      | 0     | 1      |
| 13     | Zuid-Korea               | KOR    | 0    | 3      | 0     | 3      |
| 14     | China                    | CHN    | 0    | 2      | 0     | 2      |
| 15     | Denemarken               | DEN    | 0    | 1      | 0     | 1      |
| 15     | Japan                    | JPN    | 0    | 1      | 0     | 1      |
| 15     | Tsjecho-Slowakije        | TCH    | 0    | 1      | 0     | 1      |
| 18     | Sovjet-Unie              | URS    | 0    | 0      | 2     | 2      |
| 18     | Verenigde Staten         | USA    | 0    | 0      | 2     | 2      |
| 20     | Duits eenheidsteam       | EUA    | 0    | 0      | 1     | 1      |
| Totaal | Totaal                   | Totaal | 37   | 37     | 38    | 112    |

*) 1908: twee bronzen medailles.

### Meervoudige medaillewinnaars (individueel)
De onderstaande tabel geeft de 'succesvolste medaillewinnaars' bij het hockey weer. De Indiërs Leslie Claudius en Udham Singh Kullar bij de mannen en de Nederlanders Eva de Goede en Lidewij Welten bij de vrouwen.
|                        | Olympiër                                                  | Jaren                  | Medailles                       |     |
| ---------------------- | --------------------------------------------------------- | ---------------------- | ------------------------------- | --- |
| 01                     | Leslie Claudius                                           | 1948, 1952, 1956, 1960 | Goud · Goud · Goud · Zilver     | (m) |
| 01                     | Udham Singh Kullar                                        | 1952, 1956, 1960, 1964 | Goud · Goud · Zilver · Goud     | (m) |
| 01                     | Eva de Goede Lidewij Welten                               | 2008, 2012, 2016, 2020 | Goud · Goud · Zilver · Goud     | (v) |
| 05                     | Richard Allen Dhyan Chand                                 | 1928, 1932, 1936       | Goud · Goud · Goud              | (m) |
| 05                     | Ranganathan Francis Balbir Singh sr. Randhir Singh Gentle | 1948, 1952, 1956       | Goud · Goud · Goud              | (m) |
| 05                     | Rechelle Hawkes                                           | 1988, 1996, 2000       | Goud · Goud · Goud              | (v) |
| 11                     | Teun de Nooijer                                           | 1996, 2000, 2004, 2012 | Goud · Goud · Zilver · Zilver   | (m) |
| 12                     | Shankar Lakshman                                          | 1956, 1960, 1964       | Goud · Zilver · Goud            | (m) |
| 12                     | Jeroen Delmee Erik Jazet Guus Vogels                      | 1996, 2000, 2004       | Goud · Goud · Zilver            | (m) |
| 12                     | Naomi van As Ellen Hoog Maartje Paumen                    | 2008, 2012, 2016       | Goud · Goud · Zilver            | (v) |
| 12                     | Margot van Geffen Caia van Maasakker                      | 2012, 2016, 2020       | Goud · Zilver · Goud            | (v) |
| 12                     | Maria Verschoor Xan de Waard                              | 2016, 2020, 2024       | Zilver · Goud · Goud            | (v) |
| 23                     | Jacques Brinkman Ronald Jansen                            | 1988, 1996, 2000       | Brons · Goud · Goud             | (m) |
| 23                     | Timo Weß Matthias Witthaus Christopher Zeller             | 2004, 2008, 2012       | Brons · Goud · Goud             | (m) |
| 23                     | Moritz Fürste Tobias Hauke                                | 2008, 2012, 2016       | Goud · Goud · Brons             | (m) |
| vier of meer medailles |                                                           |                        |                                 |     |
|                        | Luciana Aymar                                             | 2000, 2004, 2008, 2012 | Zilver · Brons · Brons · Zilver | (v) |

## Deelnamehistorie

### Mannen
| Team                     | 08 | 20 | 28 | 32 | 36  | 48  | 52  | 56  | 60  | 64  | 68  | 72  | 76  | 80 | 84  | 88  | 92  | 96  | 00  | 04  | 08  | 12  | 16  | 20  | 24  | Totaal |
| ------------------------ | -- | -- | -- | -- | --- | --- | --- | --- | --- | --- | --- | --- | --- | -- | --- | --- | --- | --- | --- | --- | --- | --- | --- | --- | --- | ------ |
| Afghanistan              | –  | –  | –  | –  | 6e  | 8e  | –   | 11e | –   | –   | –   | –   | –   | –  | –   | –   | –   | –   | –   | –   | –   | –   | –   | –   | –   | 3      |
| Argentinië               | –  | –  | –  | –  | –   | 5e  | –   | –   | –   | –   | 14e | 14e | 11e | –  | –   | 8e  | 11e | 9e  | 8e  | 11e | –   | 10e | 1e  | 7e  | 8e  | 13     |
| Australië                | –  | –  | –  | –  | –   | –   | –   | 5e  | 6e  | 3e  | 2e  | 5e  | 2e  | –  | 4e  | 4e  | 2e  | 3e  | 3e  | 1e  | 3e  | 3e  | 6e  | 2e  | 6e  | 17     |
| België                   | –  | 3e | 4e | –  | 9e  | 5e  | 9e  | 7e  | 11e | 11e | 9e  | 10e | 9e  | –  | –   | –   | –   | –   | –   | –   | 9e  | 5e  | 2e  | 1e  | 5e  | 16     |
| Brazilië                 | –  | –  | –  | –  | –   | –   | –   | –   | –   | –   | –   | –   | –   | –  | –   | –   | –   | –   | –   | –   | –   | –   | 12e | -   | -   | 1      |
| Canada                   | –  | –  | –  | –  | –   | –   | –   | –   | –   | 13e | –   | –   | 10e | –  | 12e | 11e | –   | –   | 10e | –   | 10e | –   | 11e | 12e | -   | 8      |
| China                    | –  | –  | –  | –  | –   | –   | –   | –   | –   | –   | –   | –   | –   | –  | –   | –   | –   | –   | –   | –   | 11e | –   | –   |     | -   | 1      |
| Cuba                     | –  | –  | –  | –  | –   | –   | –   | –   | –   | –   | –   | –   | –   | 5e | –   | –   | –   | –   | –   | –   | –   | –   | –   | -   | -   | 1      |
| Denemarken               | –  | 2e | 5e | –  | 10e | 11e | –   | –   | 16e | –   | –   | –   | –   | –  | –   | –   | –   | –   | –   | –   | –   | –   | –   | -   | -   | 5      |
| Duitsland                | 5e | –  | 3e | –  | 2e  | –   | 5e  | –   | –   | –   | –   | –   | –   | –  | –   | –   | 1e  | 4e  | 5e  | 3e  | 1e  | 1e  | 3e  | 4e  | 2e  | 13     |
| Duits eenheidsteam       | –  | –  | –  | –  | –   | –   | –   | 3e  | 7e  | 5e  | –   | –   | –   | –  | –   | –   | –   | –   | –   | –   | –   | –   | –   | –   | –   | 3      |
| DDR                      | –  | –  | –  | –  | –   | –   | –   | –   | –   | –   | 11e | –   | –   | –  | –   | –   | –   | –   | –   | –   | –   | –   | –   | –   | –   | 1      |
| Egypte                   | –  | –  | –  | –  | –   | –   | –   | –   | –   | –   | –   | –   | –   | –  | –   | –   | 12e | –   | –   | 12e | –   | –   |     | -   | -   | 2      |
| Engeland                 | 1e | –  | –  | –  | –   | –   | –   | –   | –   | –   | –   | –   | –   | –  | –   | –   | –   | –   | –   | –   | –   | –   | –   | –   | –   | 1      |
| Finland                  | –  | –  | –  | –  | –   | –   | 9e  | –   | –   | –   | –   | –   | –   | –  | –   | –   | –   | –   | –   | –   | –   | –   | –   | -   | -   | 1      |
| Frankrijk                | 6e | 4e | 5e | –  | 4e  | 8e  | 11e | –   | 10e | –   | 10e | 12e | –   | –  | –   | –   | –   | –   | –   | –   | –   | –   | -   | -   | 11e | 10     |
| Gezamenlijk team#        | –  | –  | –  | –  | –   | –   | –   | –   | –   | –   | –   | –   | –   | –  | –   | –   | 10e | –   | –   | –   | –   | –   | –   | –   | –   | 1      |
| Groot-Brittannië         | –  | 1e | –  | –  | –   | 2e  | 3e  | 4e  | 4e  | 9e  | 12e | 6e  | –   | –  | 3e  | 1e  | 6e  | 7e  | 6e  | 9e  | 5e  | 4e  | 9e  | 5e  | 7e  | 19     |
| Hongkong                 | –  | –  | –  | –  | –   | –   | –   | –   | –   | 15e | –   | –   | –   | –  | –   | –   | –   | –   | –   | –   | –   | –   | –   | -   | –   | 1      |
| Hongarije                | –  | –  | –  | –  | 8e  | –   | –   | –   | –   | –   | –   | –   | –   | –  | –   | –   | –   | –   | –   | –   | –   | –   | –   | -   | –   | 1      |
| India                    | –  | –  | 1e | 1e | 1e  | 1e  | 1e  | 1e  | 2e  | 1e  | 3e  | 3e  | 7e  | 1e | 5e  | 6e  | 7e  | 8e  | 7e  | 7e  | –   | 12e | 8e  | 3e  | 3e  | 22     |
| Ierland                  | 2e | –  | –  | –  | –   | –   | –   | –   | –   | –   | –   | –   | –   | –  | –   | –   | –   | –   | –   | –   | –   | –   | 10e | -   | 10e | 3      |
| Italië                   | –  | –  | –  | –  | –   | –   | 11e | –   | 13e | –   | –   | –   | –   | –  | –   | –   | –   | –   | –   | –   | –   | –   | –   | -   | -   | 2      |
| Japan                    | –  | –  | –  | 2e | 7e  | –   | –   | –   | 14e | 7e  | 12e | –   | –   | –  | –   | –   | –   | –   | –   | –   | –   | –   | –   | 11e | -   | 6      |
| Kenia                    | –  | –  | –  | –  | –   | –   | –   | 10e | 7e  | 6e  | 8e  | 13e | –   | –  | 9e  | 12e | –   | –   | –   | –   | –   | –   | -   | -   | -   | 7      |
| Maleisië                 | –  | –  | –  | –  | –   | –   | –   | 9e  | –   | 9e  | 15e | 8e  | 8e  | –  | 10e | –   | 9e  | 11e | 11e | –   | –   | –   | –   | -   | -   | 9      |
| Mexico                   | –  | –  | –  | –  | –   | –   | –   | –   | –   | –   | 16e | 16e | –   | –  | –   | –   | –   | –   | –   | –   | –   | –   | –   | -   | -   | 2      |
| Nederland                | –  | –  | 2e | –  | 3e  | 3e  | 2e  | –   | 9e  | 7e  | 5e  | 4e  | 4e  | –  | 6e  | 3e  | 4e  | 1e  | 1e  | 2e  | 4e  | 2e  | 4e  | 6e  | 1e  | 20     |
| Nieuw-Zeeland            | –  | –  | –  | –  | –   | –   | –   | 6e  | 5e  | 13e | 7e  | 9e  | 1e  | –  | 7e  | –   | 8e  | –   | –   | 6e  | 7e  | 9e  | 7e* | 9e  | 12e | 14     |
| Oostenrijk               | –  | –  | 9e | –  | –   | 8e  | 7e  | –   | –   | –   | –   | –   | –   | –  | –   | –   | –   | –   | –   | –   | –   | –   | –   | –   | -   | 3      |
| Pakistan                 | –  | –  | –  | –  | –   | 4e  | 4e  | 2e  | 1e  | 2e  | 1e  | 2e  | 3e  | –  | 1e  | 5e  | 3e  | 6e  | 4e  | 5e  | 8e  | 7e  | –   | -   | -   | 16     |
| Polen                    | –  | –  | –  | –  | –   | –   | 6e  | –   | 12e | –   | –   | 11e | –   | 4e | –   | –   | –   | –   | 12e | –   | –   | –   | –   | -   | -   | 5      |
| Schotland                | 3e | –  | –  | –  | –   | –   | –   | –   | –   | –   | –   | –   | –   | –  | –   | –   | –   | –   | –   | –   | –   | –   | –   | –   | –   | 1      |
| Singapore                | –  | –  | –  | –  | –   | –   | –   | 8e  | –   | –   | –   | –   | –   | –  | –   | –   | –   | –   | –   | –   | –   | –   | –   | -   | -   | 1      |
| Sovjet-Unie#             | –  | –  | –  | –  | –   | –   | –   | –   | –   | –   | –   | –   | –   | 3e | –   | 7e  | –   | –   | –   | –   | –   | –   | –   | –   | –   | 2      |
| Spanje                   | –  | –  | 7e | –  | –   | 11e | –   | –   | 3e  | 4e  | 6e  | 7e  | 6e  | 2e | 8e  | 9e  | 5e  | 2e  | 9e  | 4e  | 2e  | 6e  | 5e  | 8e  | 4e  | 19     |
| Tanzania                 | –  | –  | –  | –  | –   | –   | –   | –   | –   | –   | –   | –   | –   | 6e | –   | –   | –   | –   | –   | –   | –   | –   | -   | -   | -   | 1      |
| Oeganda                  | –  | –  | –  | –  | –   | –   | –   | –   | –   | –   | –   | 15e | –   | –  | –   | –   | –   | –   | –   | –   | –   | –   | -   | -   | -   | 1      |
| Verenigde Staten         | –  | –  | –  | 3e | 11e | 11e | –   | 12e | –   | –   | –   | –   | –   | –  | 11e | –   | –   | 12e | –   | –   | –   | –   | –   | -   | -   | 6      |
| Wales                    | 3e | –  | –  | –  | –   | –   | –   | –   | –   | –   | –   | –   | –   | –  | –   | –   | –   | –   | –   | –   | –   | –   | –   | –   | –   | 1      |
| Bondsrepubliek Duitsland | –  | –  | –  | –  | –   | –   | –   | –   | –   | –   | 4e  | 1e  | 5e  | –  | 2e  | 2e  | –   | –   | –   | –   | –   | –   | –   | –   | –   | 5      |
| Zimbabwe                 | –  | –  | –  | –  | –   | –   | –   | –   | –   | 11e | –   | –   | –   | –  | -   | –   | –   | –   | –   | –   | –   | –   | –   |     | -   | 1      |
| Zuid-Afrika              | –  | –  | –  | –  | –   | –   | –   | –   | –   | –   | –   | –   | –   | –  | –   | –   | –   | 10e | –   | 10e | 12e | 11e | *   | 10e | 9e  | 6      |
| Zuid-Korea               | –  | –  | –  | –  | –   | –   | –   | –   | –   | –   | –   | –   | –   | –  | –   | 10e | –   | 5e  | 2e  | 8e  | 6e  | 8e  | –   | -   | -   | 6      |
| Zwitserland              | –  | –  | 7e | –  | 5e  | 5e  | 7e  | –   | 15e | –   | –   | –   | –   | –  | –   | –   | –   | –   | –   | –   | –   | –   | –   | -   | -   | 5      |
| Totaal                   | 6  | 4  | 9  | 3  | 11  | 13  | 12  | 12  | 16  | 15  | 16  | 16  | 11  | 6  | 12  | 12  | 12  | 12  | 12  | 12  | 12  | 12  | 12  | 12  | 12  | 282    |

45 landenteams hebben ten minste een keer deelgenomen.
# = Staten die sindsdien in één of meer onafhankelijk naties zijn opgesplitst.
* = Zuid-Afrika won het continentale kwalificatietoernooi, maar nam niet deel aan de Olympische Spelen van 2016. De Zuid-Afrikaanse sport federatie, het Olympisch Comité (SASCoC) en de Zuid-Afrikaanse Hockey Associatie (SAHA) hadden de afspraak gemaakt dat voor kwalificatie voor de Spelen van 2016, de continentale kwalificatieroute buiten beschouwing werd gelaten. Als een gevolg hiervan werd het hoogste gerangschikte team van de Hockey World League halve finales, dat nog niet gekwalificeerd was, aangewezen. Dat was Nieuw-Zeeland.

### Vrouwen
| Team                     | 80 | 84 | 88 | 92 | 96 | 00  | 04  | 08  | 12  | 16  | 20  | 24  | Totaal |
| ------------------------ | -- | -- | -- | -- | -- | --- | --- | --- | --- | --- | --- | --- | ------ |
| Argentinië               | –  | –  | 7e | -  | 7e | 2e  | 3e  | 3e  | 2e  | 7e  | 2e  | 3e  | 9      |
| Australië                | –  | 4e | 1e | 5e | 1e | 1e  | 5e  | 5e  | 5e  | 6e  | 5e  | 5e  | 11     |
| België                   | –  | –  | –  | –  | –  | –   | –   | –   | 11e | -   | -   | 4e  | 2      |
| Canada                   | –  | 5e | 6e | 7e | –  | –   | –   | –   | –   | –   | -   | -   | 3      |
| Tsjecho-Slowakije#       | 2e | –  | –  | –  | –  | –   | –   | –   | –   | –   | –   | –   | 1      |
| China                    | –  | –  | –  | –  | –  | 5e  | 4e  | 2e  | 6e  | 9e  | 9e  | 2e  | 7      |
| Duitsland                | –  | –  | –  | 2e | 6e | 7e  | 1e  | 4e  | 7e  | 3e  | 6e  | 6e  | 9      |
| Frankrijk                | –  | –  | –  | –  | –  | –   | –   | –   | -   | -   | -   | 12e | 1      |
| Groot-Brittannië         | –  | –  | 4e | 3e | 4e | 8e  | –   | 6e  | 3e  | 1e  | 3e  | 8e  | 9      |
| Ierland                  | –  | –  | –  | –  | –  | –   | –   | –   | -   | -   | 10e | -   | 1      |
| India                    | 4e | –  | –  | –  | –  | –   | –   | –   | –   | 12e | 4e  | –   | 3      |
| Japan                    | –  | –  | –  | –  | –  | –   | 8e  | 10e | 9e  | 10e | 11e | 10e | 6      |
| Nederland                | –  | 1e | 3e | 6e | 3e | 3e  | 2e  | 1e  | 1e  | 2e  | 1e  | 1e  | 11     |
| Nieuw-Zeeland            | –  | 6e | –  | 8e | –  | 6e  | 6e  | 12e | 4e  | 4e  | 8e  | –   | 8      |
| Oostenrijk               | 5e | –  | –  | –  | –  | –   | –   | –   | –   | –   | -   | –   | 1      |
| Polen                    | 6e | –  | –  | –  | –  | –   | –   | –   | –   | -   | -   | –   | 1      |
| Sovjet-Unie#             | 3e | –  | –  | –  | –  | –   | –   | –   | –   | –   | –   | –   | 1      |
| Spanje                   | –  | –  | –  | 1e | 8e | 4e  | 10e | 7e  | –   | 8e  | 7e  | 7e  | 8      |
| Verenigde Staten         | –  | 3e | 8e | –  | 5e | –   | –   | 8e  | 12e | 5e  | -   | 9e  | 7      |
| Bondsrepubliek Duitsland | –  | 2e | 5e | –  | –  | –   | –   | –   | –   | –   | –   | –   | 2      |
| Zimbabwe                 | 1e | –  | –  | –  | –  | –   | –   | –   | –   | -   | -   | -   | 1      |
| Zuid-Afrika              | –  | –  | –  | –  | –  | 10e | 9e  | 11e | 10e | -   | 12e | 11e | 6      |
| Zuid-Korea               | –  | –  | 2e | 4e | 2e | 9e  | 7e  | 9e  | 8e  | 11e | -   | -   | 8      |
| Totaal                   | 6  | 6  | 8  | 8  | 8  | 10  | 10  | 12  | 12  | 12  | 12  | 12  | 116    |

23 landenteams hebben minimaal een keer deelgenomen. Australië en Nederland zijn de enige landen die, behalve de eerste editie, aan alle edities hebben deelgenomen.
# = Staten die sindsdien in één of meer onafhankelijk naties zijn opgesplitst.
Londen 1908 · 
Antwerpen 1920 · 
Amsterdam 1928 · 
Los Angeles 1932 · 
Berlijn 1936 · 
Londen 1948 · 
Helsinki 1952 · 
Melbourne 1956 · 
Rome 1960 · 
Tokio 1964 · 
Mexico-stad 1968 · 
München 1972 · 
Montréal 1976 · 
Moskou 1980 · 
Los Angeles 1984 · 
Seoel 1988 · 
Barcelona 1992 · 
Atlanta 1996 · 
Sydney 2000 · 
Athene 2004 · 
Peking 2008 · 
Londen 2012 · 
Rio de Janeiro 2016 · 
Tokio 2020 · 
Parijs 2024 · 
Los Angeles 2028 
Medaillewinnaars
Olympische Zomerspelen
Olympische Winterspelen
Gerelateerd
Olympische Jeugdspelen · Paralympische Spelen · Deaflympische Spelen · Special Olympic World Games
IOC · COA · BOIC · NOC*NSF · NAOC · SOC